# 물야초등학교 개단분교
물야초등학교 개단분교는 대한민국 경상북도 봉화군 물야면 개단리에 있었던 공립 초등학교이다.

## 연혁
- 1963년 3월 15일 물야국민학교 개단분교장
- 1966년 3월 1일 개단국민학교로 승격
- 1981년 3월 7일 병설유치원 1학급 개원
- 1996년 3월 1일 개단초등학교로 개칭
- 1999년 2월 16일 제32회 졸업식(총 1,071명)
- 1999년 9월 1일 물야초등학교 개단분교장
- 2012년 3월 1일 폐교